# Kostas Gavroglou

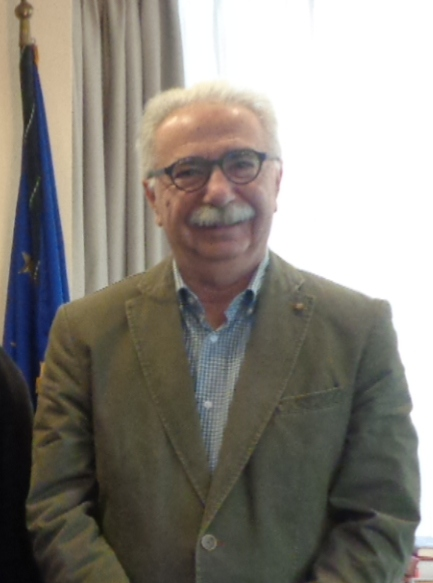
Kostas Gavroglou, 2016

Konstantinos „Kostas“ Gavroglou, auch Gavroglu, (griechisch Κωνσταντίνος «Κώστας» Γαβρόγλου, * 30. Juli 1947 in Istanbul) ist ein griechischer Politiker (Mitglied des griechischen Parlaments ab 2015 und von 2016 bis 2019 Bildungsminister), Wissenschaftshistoriker und Philosoph.

## Leben und Werk
Gavroglou studierte Physik an der Lancaster University mit dem Bachelor-Abschluss und absolvierte Teil 3 der Tripos-Prüfungen an der Universität Cambridge. Er wurde am Imperial College London in theoretischer Elementarteilchenphysik promoviert mit einer Dissertation über nicht-leptonische Zerfälle von Hyperonen. Als Post-Doktorand war er an der State University of New York at Stony Brook und danach Dozent an der Universität Patras und später an der Nationalen Technischen Universität Athen. Von 1994 bis 2014 war er Professor für Wissenschaftsgeschichte und Wissenschaftsphilosophie an der Universität Athen.
Er war Gastprofessor am Imperial College London, der Harvard University, der Boston University, der Universität Cambridge und der Technischen Universität Istanbul. Außerdem forschte er an der Chemical Heritage Foundation, dem Centre Alexandre Koyré in Paris, dem Max-Planck-Institut für Wissenschaftsgeschichte in Berlin und am Dibner Institute for the History of Science and Technology des MIT. Er war Direktor des Labors für elektronische Verarbeitung historischer Dokumente in Griechenland und Präsident des Leitungsgremiums für historische Archive der Universität Athen. 2015 war er einer der Gründer des Scientific Committee of the Research Centre for the Humanities in Athen, das junge Forscher in den Geisteswissenschaften unterstützt.
Gavroglou befasste sich mit der Geschichte der physikalischen Chemie und Quantenchemie, der Geschichte künstlicher Kälteerzeugung und Tieftemperaturphysik und mit der Verbreitung wissenschaftlicher Ideen in der europäischen Peripherie ab dem 18. Jahrhundert. Von ihm stammen Monographien über die Geschichte der Quantenchemie und der Tieftemperaturphysik und eine Biographie des Tieftemperaturphysikers Fritz London sowie Bücher über die Geschichte der griechischen Universitäten. Außerdem ist er Ko-Autor von griechischen Lehrbüchern über die Geschichte der Naturwissenschaften und Technik und Geschichte der Naturwissenschaften in Griechenland ab der Antike bei Open University Press Patras.
2015 wurde er griechischer Parlamentsabgeordneter für die Partei Syriza. Er war im ständigen Ausschuss für Bildung des Parlaments und von November 2016 bis Juli 2019 Minister für Bildung, Forschung und religiöse Angelegenheiten im zweiten Kabinett Alexis Tsipras.
Er war im Rat der John S. Latsis Public Benefit Foundation.
2020 erhielt er den Erwin-Neuenschwander-Preis.

## Schriften (Auswahl)
Bücher:
- mit Ana Simoes: Neither Physics nor Chemistry: A History of Quantum Chemistry, MIT Press, 2011, 2. Auflage 2014
- mit Vangelis Karamanolakis, Chaido Barkoula: Die Universität Athen und ihre Geschichte (1837–1937), Crete University Press 2014 (in Griechisch)
- Die Vergangenheit der Naturwissenschaften als Geschichte, Crete University Press 2004 (in Griechisch, auchs ins Türkische und Portugiesische übersetzt)
- Fritz London (1900–1954), A Scientific Biography,

Cambridge University Press 1995 (Nachwort John Bardeen)
- mit Y. Goudaroulis: Methodological Aspects in the Development of Low Temperature Physics 1881–1957 : Concepts out of Context(s) Kluwer Academic Publishers 1989
- mit Annie Vrychea: Reformversuche in der Geschichte griechischer Universitäten  1911–1980, Synchrona Themata Publishers, 1981 (in Griechisch)

Als Herausgeber:
- mit Y. Goudaroulis, P. Nikolapoulos: Imre Lakatos and Theories of Scientific Change, Kluwer 1989
- mit J. Christianidis, E. Nikolaidis: Trends in the Historiography of Science, Kluwer Academic Publishers 1994
- mit J. Stachel, M. Wartofsky: Science, Politics and Social Practice. In honor of Robert S. Cohen, Kluwer 1994
- mit J. Stachel, M. Wartofsky: Physics, Philosophy and the Scientific Community, In honor of Robert S. Cohen, Kluwer 1995
- mit J. Stachel, M. Wartofsky: Science, Mind and Art. In honor of Robert S. Cohen, Kluwer 1995,
- The Sciences During the Enlightenment in the European Periphery, Archimedes, Band  2, 1997.
- Theoretical Chemistry in the making: Appropriating concepts and legitimizing techniques, Studies in the History and Philosophy of Modern Physics, Band 31 B, Dezember 2000.
- mit T. Arabatzis: Einstein und Relativität. Historische Studien (in Griechisch), Crete University Press, 2005
- mit Jürgen Renn: Positioning the History of Science, Springer 2007
- mit Theodore Arabatzis: Kulturgeschichte der Quantenmechanik (Griechisch), Crete University Press 2012
- History of Artificial Cold: Scientific, technological and social aspects, Springer Publishers, 2013
- mit Ana Simoes, Maria Paula Diogo: Sciences in the Universities of Europe, nineteenth and twentieth Centuries. Academic Landscapes, Springer 2015
- mit Alexander Blum, Christian Joas, Jürgen Renn: Shifting Paradigms: Thomas Kuhn and the History of Science, Max Planck Research Library for the History and Development of Knowledge, 2016

1991 gab er mit Y. Goudaroulis ausgewählte Schriften von Heike Kamerlingh Onnes bei Kluwer heraus (Through Measurement to Knowledge).